# Edificio Ariztía
L'Edificio Ariztía è uno storico palazzo di Santiago del Cile.

## Storia
L'edificio venne progettato dall'architetto cileno Alberto Cruz Montt (curiosamente lo stesso del Palazzo Ariztía) ed inaugurato nel 1921. Il palazzo ha sette piani ed è sormontato da una torretta balconata alta due piani.

## Descrizione
È situato nel centro della città su un lotto a forma di diamante alla confluenza di via Nuova York e via della Borsa.